# アリスのままで
『アリスのままで』（原題: Still Alice）は、2014年公開のアメリカ映画。リサ・ジェノヴァの同名小説を原作としている。上映時間101分。主演のジュリアン・ムーアが第87回アカデミー賞で主演女優賞を受賞した。監督のリチャード・グラツァーは企画があがった当時、筋萎縮性側索硬化症を悪化させており、ワッシュ・ウェストモアランドのサポートを得て完成させた。

## ストーリー
50歳のアリス・ハウランドは、ニューヨークのコロンビア大学で教鞭をとる世界的な言語学者である。3人の子どもを育て上げ、医師で優しい夫ジョンと充実した日々を送るアリス。しかし、ある日からアリスには、単語が出て来なくなる、道に迷うなどの症状が出現し始めた。検査の結果、若年性アルツハイマー病と診断されるアリス。
遺伝する珍しいタイプの病と知り、子供たちに打ち明けた結果、長女のアナは陽性で将来の発症が確実と判明した。それでも出産を目指し、不妊治療を続けるアナ。大学での講義も覚束なくなり、アリスは一生をかけて来た仕事を失った。
介護施設の見学に行き、入居者の老人たちに混じる将来を恐れて、自殺用の睡眠薬を用意するアリス。携帯電話に仕込んだ簡単な質問に毎日答え、答えられなくなったら錠剤の瓶を見つけるようセットするアリス。
末娘のリディアは演劇に夢中で大学にも進学したがらず、アリスの頭痛の種だった。遠く離れた西海岸に住み、たまに顔を合わせると口論する母子だが、根は優しく母を気遣うリディア。認知症介護の会議でスピーチすることになり、作成した原稿を、リディアにパソコン越しに科学論文だと非難され、怒って通話を切るアリス。だが、実際のスピーチはリディアのアドバイス通り私情あふれる内容で、アリスは満場の喝采を浴びた。
遠いミネソタ州の一流病院から好条件でスカウトされる夫のジョン。妻の治療費のためにも受けたいが、引っ越しが不安なアリス。その頃のアリスは携帯電話を無くし、毎日の簡単な質問に答えることも忘れ果てていた。しかし、偶然にパソコンを開き、睡眠薬の飲み方を指示する自分自身のファイルを見るアリス。指示通りに薬を飲みかけたが、階下から話しかけられた拍子に、アリスは全てを忘れていた。
アリスを住み慣れたニューヨークの家に残して、ミネソタの病院に移る夫のジョン。アリスの看護のために同居したのはリディアだった。ニューヨークに拠点を移して演劇を続けながら、介護士の力を借りて母の面倒を見るリディア。リディアの語る美しい詩の内容は理解できないが、意味を問われたアリスは微笑んで、「愛について」と答えた。

## キャスト
※括弧内は日本語吹替
- アリス・ハウランド - ジュリアン・ムーア（高島雅羅）

コロンビア大学言語学科教授。
- ジョン・ハウランド - アレック・ボールドウィン（木下浩之）

アリスの夫。医師。
- リディア・ハウランド - クリステン・スチュワート（木下紗華）

アリスの次女。女優志望。検査しないことを選択する。
- アナ・ハウランド＝ジョーンズ - ケイト・ボスワース（竹内絢子）

アリスの長女。検査でアルツハイマー病遺伝子が発見される。
- トム・ハウランド - ハンター・パリッシュ

アリスの長男。医大生。
- チャーリー・ジョーンズ - シェーン・マクレー（英語版）

アナの夫。

## スタッフ
- 監督 - リチャード・グラツァー（英語版）、ワッシュ・ウェストモアランド（英語版）
- 製作 - レックス・ルッツス（英語版）、ジェームズ・ブラウン、パメラ・コフラー
- 製作総指揮 - マリー・サヴァレ、クリスティーン・ヴェイコン、マリア・シュライヴァー
- 原作 - リサ・ジェノヴァ（英語版）
- 脚本 - リチャード・グラツァー、ワッシュ・ウェストモアランド
- 撮影 - ドニ・ルノワール（英語版）
- プロダクションデザイン - トンマーゾ・オルティーノ
- 衣装デザイン - ステイシー・バタット
- 編集 - ニコラ・ショドールジュ
- 音楽 - イラン・エシュケリ（英語版）
- 音楽監修 - ランドール・ポスター、メーガン・カリアー